# Forêt classée de Nono
 (novembre 2022).
Si vous disposez d'ouvrages ou d'articles de référence ou si vous connaissez des sites web de qualité traitant du thème abordé ici, merci de compléter l'article en donnant les références utiles à sa vérifiabilité et en les liant à la section « Notes et références ».
La forêt classée de Nono est une forêt classée située dans la préfecture de Kouroussa, au nord de la Guinée. 

## Situation géographique
L'élévation estimée du terrain au-dessus du niveau du phoque[Quoi ?] est de 448 mètres.